# Pierre Charles (boxe anglaise)
Pour les articles homonymes, voir Pierre Charles et Charles.
Pierre Charles, né à Heer-Agimont (Belgique) le 20 mars 1903 et mort le 8 août 1966, est un boxeur belge.

## Carrière
Carolorégien d'adoption, il livre neuf combats victorieux pour le titre européen EBU dans la catégorie poids lourds (notamment contre Santa Camarão en 1929 et Piet van der Veer en 1930) mais perd un championnat du monde IBU face à George Godfrey le 2 octobre 1935. Il prend sa retraite en 1938, invaincu sur le plan national pendant onze ans.

## Sources
- Boxe : Stribling truque en face de Pierre Charles et se fait disqualifier (Miroir des sports no 698 du 14/03/33).
- 1936, Pierre Charles gagnait sa dixième ceinture de champion de Belgique des poids lourds (Moto Club Les Petits Gris).

## Galerie d'images

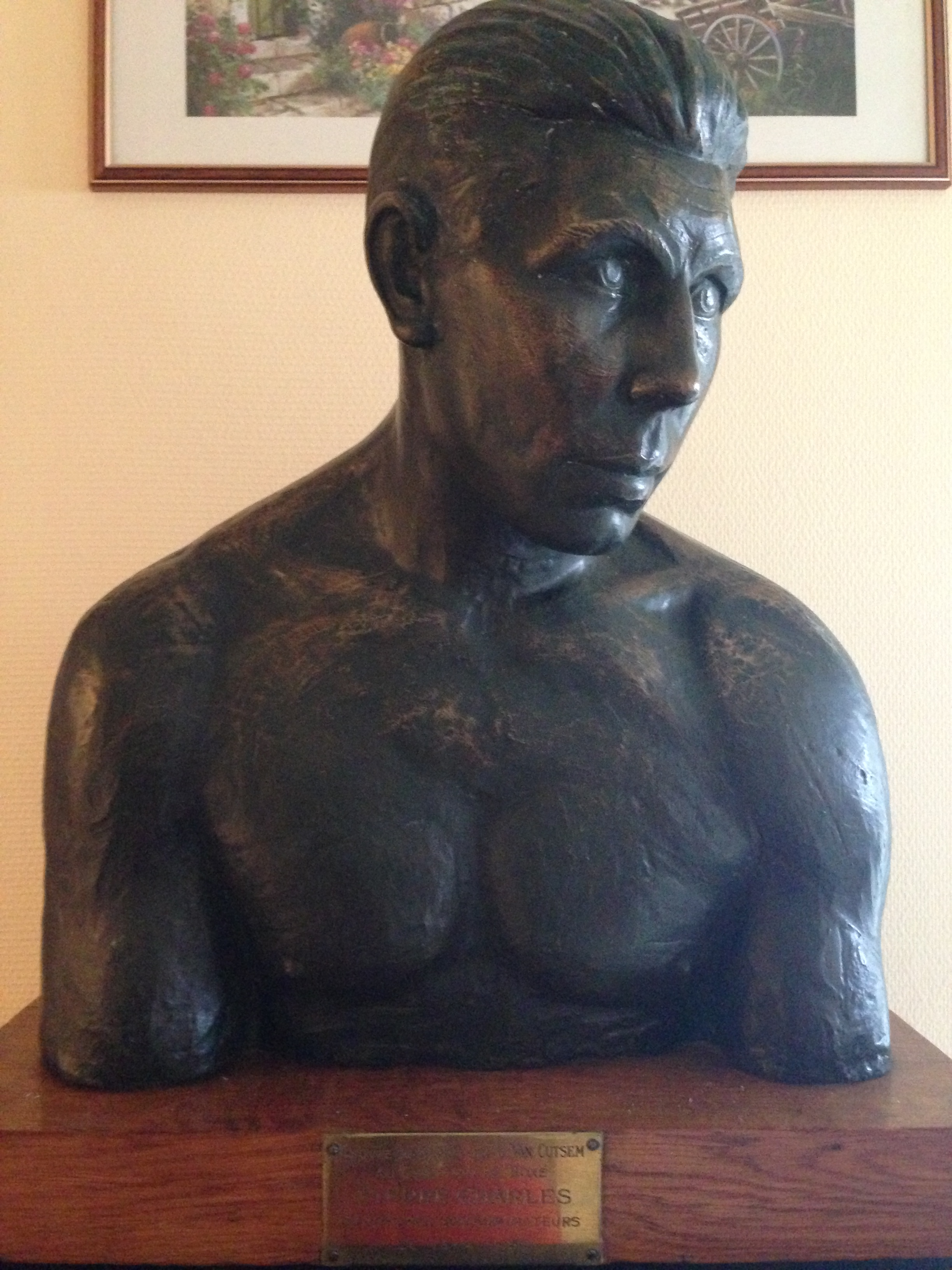
Buste Pierre Charles
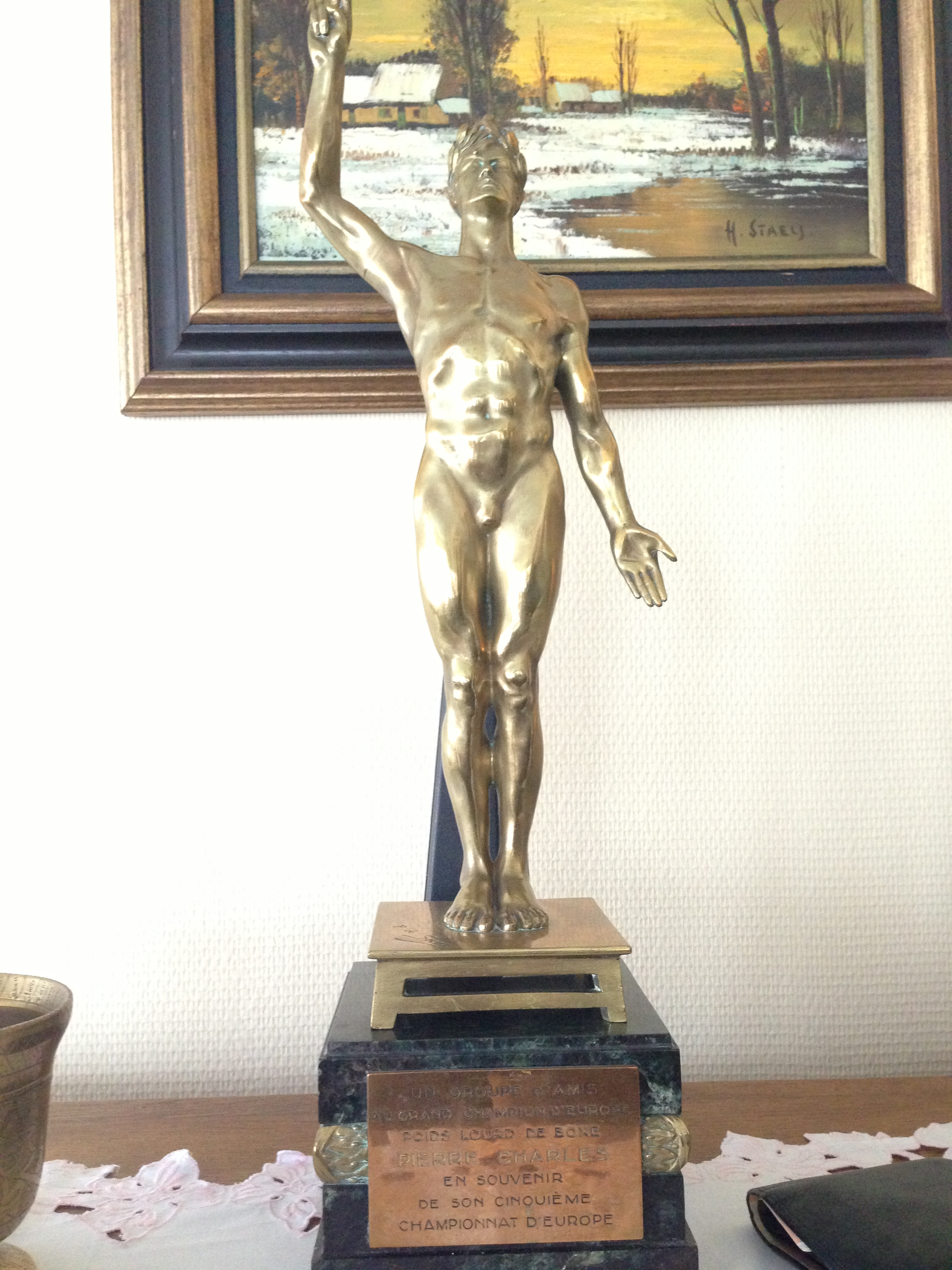
Pierre Charles champion d'Europe